# 三左衛門事件
三左衛門事件（さんさえもんじけん）は、源頼朝急逝直後の正治元年（1199年）2月、一条能保・高能父子の遺臣が権大納言・源通親（土御門通親）の襲撃を企てたとして逮捕された事件。「三左衛門」とは、捕らえられた後藤基清、中原政経、小野義成がいずれも左衛門尉であったことに由来する。

## 概要
以下の事件の経過は、『明月記』による。
正治元年（1199年）正月11日の源頼朝の重病危急の報は、18日には京都に伝わって世情はにわかに不穏な空気に包まれた。前年に外孫・土御門天皇を擁立して権勢を振るっていた源通親は、20日に臨時除目を急遽行い、自らの右近衛大将就任と頼朝の嫡子・頼家の左中将昇進の手続きを取った。ところが直後の22日から、京都は「院中物忩、上の辺り兵革の疑いあり」「京中騒動」の巷説が駆け巡って緊迫した情勢となり、通親が「今、外に出ては殺されかねない」 と院御所に立て籠もる事態となった。「院中警固軍陣の如し」と厳戒態勢が布かれる中、当初は騒動に誰が関与しているのか不明だったが、2月11日になって左馬頭・源隆保が自邸に武士を集めて謀議していた事実が明らかとなった。12日には関東から飛脚が到来して幕府が通親を支持する方針が伝えられたらしく、「右大将光を放つ。損亡すべき人々多し」という情報が流れている。そして14日に、後藤基清・中原政経・小野義成の3名が源頼家の雑色に捕らえられ院御所に連行されたのを皮切りに、騒動に関連があると見られた者への追及が始まり、17日に西園寺公経・持明院保家・源隆保が出仕を止められ、頼朝の帰依を受けていた僧・文覚が検非違使に身柄を引き渡された。26日に鎌倉から中原親能が上洛して騒動の処理を行い、京都は平静に帰した。
三左衛門は鎌倉に護送されるが、幕府が身柄を受け取らなかったため京都に送還された。基清は讃岐守護職を解かれたが、他の2名の処分は不明である。公経と保家は籠居となり、隆保は土佐、文覚は佐渡へそれぞれ配流となった。なお『平家物語』によると文覚が保証人となることで一命を救われていた六代（平維盛の子で平清盛の直系の曾孫）が、この時に処刑されたというが、これについては疑義が呈されている。処罰の対象となったのは文覚を除くと、公経が能保の娘婿、保家が能保の従兄弟で猶子、隆保が能保の抜擢で左馬頭に登用された人物、基清らは能保の郎党であり、いずれも頼朝の妹婿・京都守護として幕府の京都における代弁者の役割を担っていたが、2年前に死去した一条能保の関係者である。『愚管抄』によれば能保・高能父子が相次いで没し、最大の後ろ盾だった頼朝を失ったことで主家が冷遇される危機感を抱いた一条家の家人が、形勢を挽回するために通親襲撃を企てたという。
頼朝の死が引き金となったこの事件は政局の動揺を巻き起こしたが、頼朝から頼家への権力移行を円滑に進めたい幕府は大江広元が中心となって事態の沈静化を図り、通親は幕府の協力により不満分子をあぶり出して一掃することに成功した。なお、事件関係者の赦免は後鳥羽上皇の意向で早期に行われ、配流された隆保と文覚も通親死後に召還されている。逼塞状態に陥っていた一条家も能保の子・信能、高能の子・頼氏らが院近臣に取り立てられたことで息を吹き返し、坊門家・高倉家とともに後鳥羽院政の一翼を担うことになる。

### 守貞親王擁立構想について
事件から1年前の建久9年（1198年）正月、通親は土御門天皇の践祚を強行したが、『玉葉』建久9年正月6日、7日条には新帝の候補として後鳥羽上皇の兄である二宮（守貞親王）と三宮（惟明親王）の名が挙がったこと、幕府が幼主の即位に難色を示したことが記されている。また『延慶本平家物語』には文覚が守貞親王擁立を企て、頼朝に働きかけたが実現しなかったという記述がある。河内祥輔は頼朝が持明院家や一条家を通じて守貞親王擁立を図った可能性があり、事件は通親に対する守貞親王派の不満が噴出したもので、頼朝死後の幕府首脳部は後鳥羽上皇との関係改善のために、守貞親王派の持明院家、一条家、文覚を切り捨てたのではないかと推測している。ただ『玉葉』『愚管抄』には頼朝が守貞親王を推したとは明記されていないため、頼朝の真意は定かでない。頼朝に皇位継承問題への積極的な介入の様子が見受けられないこと、一条家は守貞親王と直接の接点がなくむしろ後鳥羽上皇に近い立場にあることから、守貞擁立構想が存在したとしても頼朝と一条家が関与したかどうか疑問視する見解もある。また、守貞親王の外戚で即位をすれば利益を受けるはずの一条家や持明院家より文覚の方が厳罰に処せられていること、文覚の勧進事業で寄進されていた神護寺領が事件後に後鳥羽上皇に没収され、承久の乱で後鳥羽上皇が配流されると、今度は鎌倉幕府を介してその所領を与えられた後高倉院（守貞親王）が直ちに上覚（文覚の弟子で師の没後に神護寺再建の中心人物となった）に対して返還されていることから、文覚を首謀者とする守貞擁立構想は実際に存在したとする見解もある。
この問題の前提として、この事件の段階において高倉天皇の4人の皇子が壇ノ浦の戦いで亡くなった一宮安徳天皇を含めて誰も出家しなかったことが指摘される。その原因は寿永2年（1183年）の平家都落の際に、平家一門は安徳天皇（6歳）と乳母である治部卿局（平知盛の妻）の下にいた二宮（守貞親王・5歳）を連れ出すことに成功したが、三宮（惟明親王・5歳）と四宮（尊成親王/後鳥羽天皇・4歳）の連れ出しに失敗したことにある。京都に残された尊成親王は後白河法皇の意向で践祚して後鳥羽天皇になったが、西国に下った安徳天皇も京都で立てられた後鳥羽天皇もいずれも幼少であったため、それぞれの天皇が万が一の際には二宮と三宮が次の皇位継承者として想定されていたと考えられている。2年後に安徳天皇が崩御され、二宮は京都に送還されたが、後鳥羽天皇が子供を儲けるまでにはまだ時間があったために、二宮と三宮は出家をさせずに留め置かれ、二宮は上西門院の猶子、三宮は七条院の猶子とされた。文治5年（1189年）11月には二宮と三宮に対する親王宣下が同時に行われた。後鳥羽天皇の後宮では、建久6年（1195年）には後に土御門天皇となる為仁親王が生まれ、以降4年間に守成親王（後の順徳天皇）を含めて複数の皇子が誕生しているが、彼らはいずれも幼少であったために後鳥羽天皇の2人の兄に対する最終措置――出家させることで皇位継承権を放棄させることが先延ばしとなっていたのである。後鳥羽上皇の院政に不満を持つ人々はこの状況を利用して守貞親王の担ぎ出しを図ったと考えられる。しかし、この事件が起きた後も万が一の際に備える意味で出家は先送りにされ続け、後鳥羽上皇が順徳天皇を次代の治天の君として確定させて自分の長男である土御門天皇の子孫をも皇位継承から排除する方針を示した後の承元5年（建暦元年/1211年）2月に惟明親王の出家が、翌建暦2年（1212年）3月には守貞親王の出家が行われることになった。